# باغردان العلياء (مهاباد)
قرية باغردان العلياء (بالكردية: باگردانی سەرێ) هي إحدى القرى التابعة لـمنغور الشرقية في ريف قسم خليفان من مقاطعة مهاباد، في محافظة أذربیجان الغربیة الإيرانية.

## السكان
حسب إحصاءات سنة 2006، بلغ إجمالي السكان في باغردان العلياء 117 نسمة وعدد المساكن 23 مسكن. لغة سكان باغردان العلياء هي اللغة الكردية و هم من أهل السنة والجماعة والمذهب الشافعي.